# Grumman F10F Jaguar
Il Grumman F10F Jaguar era un prototipo di aereo da caccia con ala a geometria variabile offerto alla United States Navy nei primi anni cinquanta. Malgrado non sia entrato in produzione, le ricerche che lo riguardarono furono in seguito riutilizzate per i successivi General Dynamics F-111 e Grumman F-14 Tomcat.

## Storia

### Sviluppo
L'interesse della U.S Navy ai velivoli dotati di ala a geometria variabile ebbe origine nella preoccupazione che i propri caccia a getto, caratterizzati da un sempre crescente peso, rendevano difficoltose le operazioni di appontaggio. Molti dei velivoli in servizio avevano già prestazioni al limite per operare sulle portaerei, e lo sviluppo non poteva che portare tendenzialmente ad una crescita della massa complessiva. Allo stesso tempo, la necessità di prestazioni ad alta velocità richiedevano una configurazione alare a freccia che non si conciliavano agli spazi ridotti di decollo. Le prospettive erano quindi che in pochi anni non si sarebbe più potuto disporre di velivoli idonei ad operare dalle portaerei.
Il Dipartimento dell'aeronautica della U.S. Navy decise allora di emettere una specifica per la fornitura di un nuovo modello che, introducendo la nuova tecnologia dell'ala a geometria variabile, potesse ovviare a questi problemi.
La Grumman, già fornitrice dei velivoli in organico alla marina militare statunitense, propose il progetto del Jaguar, un velivolo caratterizzato dall'aspetto tozzo, dalla fusoliera simile al precedente Grumman F9F Panther che terminava in un impennaggio a T e che adottava un'ala a geometria variabile a due posizioni fisse, 13,5° per il decollo e l'atterraggio e 42,5° per il volo ad alta velocità.

### Impiego operativo
Il prototipo XF10F-1 venne portato in volo per la prima volta il 19 maggio 1952 e proseguì le attività con circa 32 voli di prova durante tutto l'anno, ma fu afflitto da vari problemi tra i quali l'inadeguatezza dell'apparato motore XJ40, accreditato di solo 6 800 lbf (30,2 kN) di spinta invece che i previsti 11 000 lbf (49 kN), un'eccessiva complessità tecnologica nel sistema di riposizionamento della ali ed un'instabilità congenita, definita pilot-induced oscillation, che rendeva il velivolo incontrollabile.
L'insuccesso dello sviluppo del programma e l'incapacità di ovviare ai problemi riscontrati indusse, nel mese di aprile del 1953, la U.S. Navy a cancellare il programma e con esso l'ordine di acquisto per 112 esemplari. L'unico prototipo completato e il secondo rimasto incompleto, furono trasferiti al Naval Air Material Center di Filadelfia. L'esemplare in grado di volare venne impiegato per test delle barriere di atterraggio, mentre il velivolo incompleto fu in seguito utilizzato come bersaglio per prove a fuoco.